# Малаховські (герб)
Малаховські – графський герб, різновид герба Наленч, що отриманий у Галичині.

## Опис герба
Опису в відповідності з класичними правилами блазонування.
Існували дві версії графського герба Малаховських. Перша (середній герб) була звичайним Наленчем з ознаками гідності графа:
В червоному полі срібна пов'язка в коло вузлом донизу. Над щитом графська корона, над якою шолом з клейнодом: діва в червоному одязі, з пов'язкою на розпущеному волоссі, між двома рогами оленя, які вона тримає.
Другий герб Малаховських (великий герб) був гербом складним:
Поле двічі розсічене і тричі пересічене на 12 частин: у І-му щит пересічено, у верхньому червоному півполі срібна рогатина, що переходить в іншому золотому півполі в чорний орлиний хвіст (Несобя); у II-му червоному срібний овен, що крокує по зеленій траві (Юноша); у III-му срібному зелене яблуко, що прошите трьома мечами в зірку (Гербурт); у IV-му червонному срібна річка, спадаюча по викривленій лінії від правого верхнього до нижнього лівого кута, на верху річки стоїть хрест (Шренява); у V-му (серцевому) червоному срібна пов'язка в коло вузлом донизу (Наленч); щит серцевої увінчаний золотою короною; у VI-му червоному звивається срібна річка, течія зверху вниз, з правого боку щита у лівий, по кривій лінії (Дружина); у VII-му червоному срібна ленкавица (Абданк); у VIII-му червоному срібна троянда в зелених листочках і золотою серединою (Порай); у IX блакитному меч між трьома срібними підковами, з яких дві плечима один до одного, а трятя в пояс (Білина); у X-му червоному срібна стріла, на ній дві перетинки, так прироблені, що видаються за два хрести (Лис); у XI-му червоному сокира із золотим держаком та срібним лезом (Окша); у XII-му червоному срібний півторахрест (Прус). Над гербом графська корона над якою три шоломи з клейнодами: 1 — діва в червоній сукні, між рогами оленя, що тримає ці роги; 2 і 3 — три пера страуса, срібні між червоними. Щитотримачі два чорні орли у золотому озброєнні, що стоять на постаменті у вигляді шматка дерну.

## Найбільш ранні згадки
Перший титул графа з рангом hoch — und wohlgeboren (благородний і високонароджений) отримав Яцек Гіацинт Малаховський 24 квітня 1800, в Галичині. З присвоєнням цим пов'язано герб Малаховський граф. Розширена версія була створена з нагоди присвоєння звання Станіславу Малаховському 6 червня 1804. Титул було підтверджено в Росії 2 червня 1844.

## Символіка
Герб Малаховські Граф — це приклад герба сім'ї, яка часто замінювала походження шляхетства в кілька поколінь тому, для отримання титулу. Окрім батьківського Наленча в серцевинному щиті, в ньому можна знайти герби: матері Ізабели Гумницької (поле II), прабабусі Ганни Здровської (поле XI), пра-прабабусі Маріанни Яктровської (поле VIII), прабабусі  Катерини Анни Сапеги (XII поле), рідної бабусі Ганни Констанції Любомирської (поле IV).

## Роди
Одна сім'я (герб власний): графи фон Малаховські (graf von Małachowski).